# Pozytywnie (album)
Pozytywnie to trzeci album duetu Ha-Dwa-O!, z wokalistką Olą Zduniak.
Z tego albumu popularność zyskały takie piosenki, jak "Tylko bądź..." (została ona zakwalifikowana do Krajowego Finału Konkursu Piosenki "Eurowizja 2003", zajęła tam 6 miejsce), "Oszukam czas" oraz "Wciąż oddycham" - utwór, który znalazł się na ścieżce dźwiękowej do filmu "Show" w reżyserii Macieja Ślesickiego.
Autorką tekstów była Sonia Neumann.
Jako single ukazały się piosenki "Tylko bądź..." oraz "Oszukam czas".

## Piosenki
- Tylko bądź...
- Woda i ogień
- Nie zgub szczęścia
- Oszukam czas
- Czekam
- Pozytywnie
- Wiem... vs Konfiety
- Każda chwila
- Jeszcze dzisiaj
- Wciąż oddycham

Bonus Tracks
- Tylko bądź... /trans remix/